# Se vuol ballare
Se vuol ballare (en español, Si quisiera bailar) es el título de un aria de la ópera Las bodas de Fígaro de Wolfgang Amadeus Mozart. Escrita en apenas tres años antes de la Revolución francesa, describe el intento de Fígaro de frustrar a la actitud mujeriega del Conde de Almaviva, pero puede ser asimismo interpretado como un ataque político a la poderosa aristocracia del momento.
La canción es cantada por Fígaro, y ella habla sobre la estratagema del Conde para ejercer su nuevamente reafirmado derecho feudal de pernada o ius primae noctis para yacer con la esposa de Fígaro, Susanna, antes de la consumación de su matrimonio. Fígaro canta cómo hará para desentrañar y desbaratar los planes del Conde.

## Libreto
| Italiano | Traducción al español |
| --- | --- |
| Se vuol ballare, signor contino, il chitarrino le suonerò, sì, se vuol venire nella mia scuola, la capriola le insegnerò, sì. Saprò, saprò, ma piano, meglio ogni arcano, dissimulando scoprir potrò. L'arte schermendo, l'arte adoprando, di qua pungendo, di là scherzando, tutte le macchine rovescerò. Se vuol ballare, signor contino, il chitarrino le suonerò. | Si quisiera bailar, mi bello Conde, la guitarrina tocaré, sí. Si quiere venir a mi escuela, la cabriola le enseñaré, sí. Aprenderé, aprenderé, pero suave; mejor todo secreto disimulando descubrir podré. El arte practicando, el arte trabajando, picando aquí, bromeando allá, todos tus planes derrocaré. Si quisiera bailar, mi bello Conde, la guitarrina tocaré. |

## Variaciones
Beethoven escribió la serie WoO 40 de 12 variaciones sobre el tema de Se vuol ballare.